# DiN
DiN is een Brits platenlabel op het gebied van elektronische muziek.
Mede-oprichter Ian Boddy is al sinds beginjaren tachtig actief binnen die niche en maakte talloze opnamen, waarbij de betrokken platenlabels steeds kleiner werden. De topjaren van de “oude elektronische muziek” zoals de Berlijnse School voor elektronische muziek met Tangerine Dream en Klaus Schulze waren achter de rug en grote labels wilden hun vingers er niet meer aan branden. Om zijn eigen werk kwijt te kunnen startte hij in 1999 DiN. De naam is ontleed aan de DIN-connector (een populaire plug, gestandaardiseerd door DIN, het Deutsches Institut für Normung) waarvan de elektronische muziek in de jaren zeventig en tachtig afhankelijk was. Boddy gebruikte een kleine letter “i” omdat het een leuk logo vormde en wilde analoog aan het FAX-label maar drie letters. Een van de eerste artiesten die een album uitbracht was echter niet werkzaam binnen de elektronische muziek: Markus Reuter. 
Sinds DiN1 werd elektronische muziek uit bijna elke subgenre uitgebracht, van ambient tot industriële elektronische muziek. De oplage blijft vaak beperkt (250 tot 300 stuks). In 25 jaar werden circa 85 uitgaven verstrekt; het jubileumalbum uit 2024 (25 Years of DiN) draagt het nummer DiN86. Verzamelalbums uit het label worden uitgegeven onder Tone Science. DiN-uitgaven zijn te vinden op Bandcamp.
Artiesten en bands die opnamen voor DiN waren onder andere Node (en Dave Bessel), Robert Rich, Ian Boddy zelf, Markus Reuter, Radio Massacre International en ARC. Ze hebben dan ook bijgedragen aan het jubileumalbum.     